# ドゥルス・ポンテス
ドゥルス・ポンテス（Dulce Pontes、1969年4月8日 - ）は、ポルトガルの歌手。作詞、作曲も手がける。ファドをベースにポップス、クラシックなど幅広いジャンルの要素を取り入れた独自の音楽を作り上げている。

## ディスコグラフィ

### スタジオ・アルバム
- 『ルジタナ』 - Lusitana (1992年)
- 『ラグリマス』 - Lágrimas (1993年)
- 『明日を夢見て』 - Caminhos (1996年)
- 『プリメイロ・カント』 - O Primeiro Canto (1999年)
- 『フォーカス』 - Focus (2003年) ※エンニオ・モリコーネとのコラボレーション
- Peregrinação (2017年)

### ライブ・アルバム
- 『ア・ブリーザ・ド・コラサン〜心のそよ風』 - A Brisa do Coração (1995年)
- O Coração Tem Três Portas (2006年)

### コンピレーション・アルバム
- 『ベスト・オブ』 - Best Of (2003年)
- 『モメントス』 - Momentos (2009年)
- Best Of (Deluxe) (2019年)